# International Music Score Library Project
International Music Score Library Project (IMSLP), znany również pod nazwą Petrucci Music Library (od nazwiska pierwszego wydawcy muzycznego, Ottaviana Petrucciego) – projekt oparty na mechanizmie wiki, mający na celu utworzenie wirtualnej biblioteki druków muzycznych, udostępnianych bezpłatnie w domenie publicznej (ang. public domain).
Od rozpoczęcia realizacji projektu, to jest od dnia 16 lutego 2006 r., w Bibliotece umieszczono ponad 66 tysięcy druków muzycznych, stanowiących zapis 26 tysięcy utworów muzycznych autorstwa ponad 3 tysięcy kompozytorów. Prawdopodobnie czyni to projekt IMSLP największą wolną biblioteką druków muzycznych dostępną w Internecie.
Autorzy projektu wykorzystują oprogramowanie MediaWiki, udostępniając użytkownikom serwisu znany z innych projektów interfejs graficzny.

## Historia

### Przegląd
Strona IMSLP rozpoczęła działalność 16 lutego 2006 r. W jej zasobach umieszczane są głównie skany utworów wydanych przed laty i partytur utworów muzycznych, które nie są już chronione prawami autorskimi. Choć stanowią one znaczną część obecnych zasobów Biblioteki, jest ona otwarta również na publikacje kompozytorów współczesnych, jeśli tylko zgodzą się udostępniać swoje utwory na licencji Creative Commons.
Jednym z największych wyzwań, przed którymi stanęli uczestnicy projektu IMSLP, było zinwentaryzowanie i udostępnienie wszystkim chętnym kompletu dzieł Johanna Sebastiana Bacha, wydanego w 46 tomach w latach 1851–1899 w ramach edycji Bach-Gesellschaft Ausgabe (suplement, będący zarazem ostatnim wolumenem tej edycji, wydano w 1926 r.). Operacja ta zakończyła się sukcesem 3 listopada 2008 r.
Oprócz dzieł wszystkich J.S. Bacha, Biblioteka udostępnia m.in. wydania dzieł Ludwiga van Beethovena, Fryderyka Chopina, Johannesa Brahmsa, Josepha Canteloube'a, Georga Friedricha Händla, Arcangelo Corellego, Gabriela Faurégo, Giovanniego Pierluigiego da Palestriny, Erika Satiego, Jeana Sibeliusa, Roberta Schumanna, znaczną część dorobku Ferenca Liszta, jak również wielu innych kompozytorów.
IMSLP to nie tylko biblioteka cyfrowa, ale również podręczna encyklopedia pomocna w badaniach muzykologicznych, ponieważ dopuszcza współistnienie wielu wydań tego samego utworu muzycznego, pochodzących z różnych okresów historycznych, którym mogą dodatkowo towarzyszyć analizy i komentarze muzykologów. Źródłem wielu użytecznych informacji pozostają również strony informacyjne, w tym poświęcone poszczególnym wydawcom muzycznym.
Biblioteka IMSLP jest oficjalnie rekomendowana przez Massachusetts Institute of Technology (MIT), który odwołuje się do jej zasobów w prowadzonych przez siebie projektach edukacyjnych z rodziny OpenCourseWare. Jako źródło utworów muzycznych rekomenduje ją również Sibley Music Library, będąca największą w Stanach Zjednoczonych uniwersytecką biblioteką muzyczną. Korzystanie z jej zasobów rekomendują także m.in. biblioteki uniwersytetów amerykańskich, takich jak: Uniwersytet Stanforda, Uniwersytet Kalifornijski w Los Angeles, Uniwersytet Browna, Uniwersytet Pensylwanii, Uniwersytet Wisconsin-Madison, Oberlin Conservatory of Music (najdłużej działające amerykańskie konserwatorium muzyczne), Manhattan School of Music, Uniwersytet Maryland, Uniwersytet Stanu Waszyngton, Uniwersytet w Cincinnati, Uniwersytet Wisconsin-Milwaukee, Uniwersytet Appalachijski, bibliotekę kanadyjskiego Uniwersytet McGilla, brytyjskich uniwersytetów: w Oksfordzie, Cambridge, Edynburgu czy Bristolu, jak również australijskiego Uniwersytetu w Melbourne i wielu innych.

### Przerwanie i ponowne rozpoczęcie projektu
19 października 2007 roku projekt IMSLP został przerwany (jak się później okazało – tymczasowo) w konsekwencji zastrzeżeń prawnych, zgłoszonych przez wiedeńską firmę wydawniczą Universal Edition. W sformułowanym przez siebie wezwaniu przedsądowym do zaprzestania działalności podniosła ona zarzut, że niektóre z druków muzycznych, do których zgodnie z prawem kanadyjskim ochrona praw autorskich wygasa już po 50 latach od śmierci ich właściciela, są nadal dostępne dla użytkowników z innych krajów, których prawodawstwo przewiduje ochronę rozciągającą się na 70 lat po jego śmierci. Wobec tych zarzutów administrator (i założyciel) Biblioteki, występujący pod nickiem Feldmahler, podjął decyzję o ograniczeniu dostępu do jej zasobów, nie rezygnując jednak z udostępniania forum. Zamieścił na nim komunikat następującej treści:

W sobotę 13 października 2007 roku otrzymałem drugie już wezwanie do zaprzestania działalności w ramach projektu IMSLP wystosowane przez Universal Edition. W pierwszej chwili pomyślałem, że jego treść nie będzie się różniła istotnie od pierwszego listu, który otrzymałem w sierpniu. Jednakże po długotrwałych konsultacjach z zaprzyjaźnionymi prawnikami oraz innymi osobami, którym ta tematyka nie jest obca, zdałem sobie sprawę z tego, że – będąc zwykłym studentem – nie dysponuję wystarczającymi zasobami tak czasu, jak i pieniędzy, by aktywnie przeciwstawić się żądaniom Universal Edition. Musiałem więc pogodzić się z rzeczywistością i zamknąć stronę Biblioteki. Brak mi słów, które w wystarczającym stopniu wyrażałyby mój żal oraz mogły stanowić słowa przeprosin wobec wszystkich użytkowników IMSLP, którzy zrobili tak wiele dla naszej Biblioteki przez ostatnie dwa lata.

W odpowiedzi na to pismo swoją pomoc zaoferował Michael S. Hart, kierujący Projektem Gutenberg. Została ona jednak odrzucona przez Feldmahlera, który wyrażał wątpliwości odnośnie do dalszego utrzymywania strony na serwerach zlokalizowanych w Stanach Zjednoczonych i rozpoczął rozmowy z przedstawicielami kanadyjskiego skrzydła Projektu Gutenberg. 2 listopada 2007 roku głos w sporze zabrał Michael Geist, kanadyjski prawnik i naukowiec specjalizujący się w zagadnieniach prawa własności intelektualnej w publikacjach internetowych, publikując dla BBC artykuł omawiający prawne aspekty tej sprawy w szerszym kontekście problemu przestrzegania praw autorskich w Internecie.

Ta sprawa ma niezwykle istotne znaczenie dla wszystkich utworów
wchodzących w skład domeny publicznej.

Projekt IMSLP stał się na powrót dostępny w Internecie 30 czerwca 2008 roku. Od tego dnia jego użytkownicy są zobowiązani przestrzegać bardzo restrykcyjnych procedur w zakresie praw autorskich. Oznacza to w praktyce, że wszystkie nowo przesyłane druki muzyczne stają się dostępne publicznie dopiero wówczas, gdy spełnią wymagania trzech specjalnie zdefiniowanych reżimów, będących odzwierciedleniem najbardziej powszechnych rozwiązań w zakresie ochrony praw autorskich, uzyskując potwierdzenie tego faktu ze strony administratorów projektu (poprzez oznaczenie każdej publikacji stosownym symbolem).

### Stan obecny
Na stronie projektu można przeczytać, że jest on własnością spółki Project Petrucci, której celem jest czuwanie nad dalszym rozwojem projektu. Informacji tej towarzyszą dane adresowe spółki (służące również do kontaktu na terenie Stanów Zjednoczonych).

## Nagrody
W 2009 roku Biblioteka IMSLP została uhonorowana nagrodą MERLOT Classics w dziedzinie muzyki. Została również wyróżniona obecnością na liście Top 100 Web Sites of 2009 (w kategorii Undiscovered) przez PC Magazine.